# Nicobule
Nicobule ou Nicobula (grec : Νικοβούλη, Nikoboúlē) est une historienne grecque qui pourrait avoir rédigé un ouvrage sur la vie d'Alexandre le Grand.
Aucun détails biographiques de sa vie n'ont été conservés. Puisque son nom est grec, les spécialistes ont tendance à suggérer qu'elle a très probablement vécu entre le premier et le troisième siècle de notre ère, la période durant laquelle les érudits hellénistiques s'intéressaient le plus à Alexandre. Son nom serait, selon Athénée, un pseudonyme. Cette opinion est reprise par Felix Jacoby, y voyant une déformation d'un nom plus connu, probablement Néoboulé, et dont la traduction donne « Vainqueur au Conseil » ou « Conseiller pour la victoire ».
Athénée (fl. 200 ap. j.c.) cite deux passages, de Nicobule en référence à Alexandre le Grand, en particulier concernant la consommation excessive d'alcool d'Alexandre ainsi que sur la flatterie de la cour. Elle fut probablement pamphlétaire et critique contre Alexandre le grand, son ouvrage (numéroté  FGrH 127) est perdu.

## Postérité

### Art contemporain
- Nicobule figure parmi les 1 038 femmes référencées dans l'œuvre d'art contemporain The Dinner Party (1979) de Judy Chicago. Son nom y est associé à Aspasie[5],[6].